# Amina Bettiche
Amina Bettiche (in arabo أمينة بطيش‎?; 14 novembre 1987) è una siepista algerina.

## Palmarès
| Anno | Manifestazione          | Sede           | Evento       | Risultato | Prestazione | Note                                     |
| ---- | ----------------------- | -------------- | ------------ | --------- | ----------- | ---------------------------------------- |
| 2013 | Giochi del Mediterraneo | Mersin         | 3000 m siepi | Oro       | 9'40"71     | Record dei Giochi                        |
| 2013 | Mondiali                | Mosca          | 3000 m siepi | Batteria  | 9'45"50     |                                          |
| 2014 | Campionati africani     | Marrakech      | 3000 m siepi | dnf       | dnf         |                                          |
| 2015 | Mondiali                | Pechino        | 3000 m siepi | Batteria  | 9'36"10     | Miglior prestazione personale stagionale |
| 2015 | Giochi panafricani      | Brazzaville    | 3000 m siepi | 7ª        | 10'29"22    |                                          |
| 2016 | Giochi olimpici         | Rio de Janeiro | 3000 m siepi | Batteria  | 10'26"91    |                                          |
| 2017 | Mondiali                | Londra         | 3000 m siepi | Batteria  | 9'53"06     |                                          |
| 2022 | Giochi del Mediterraneo | Orano          | 1500 m piani | 9ª        | 4'18"55     | Miglior prestazione personale stagionale |
| 2022 | Giochi del Mediterraneo | Orano          | 3000 m siepi | 4ª        | 9'37"18     |                                          |
| 2023 | Mondiali                | Budapest       | Maratona     | dnf       | dnf         |                                          |